# Relaciones Chile-Turkmenistán
Las relaciones Chile-Turkmenistán son las relaciones internacionales entre la República de Chile y Turkmenistán.

## Historia

### Siglo XX
Las relaciones diplomáticas entre Chile y Turkmenistán fueron establecidas el 27 de julio de 1994.

## Relaciones comerciales
En 2022, el intercambio comercial entre ambos países ascendió a los 0,14 millones de dólares estadounidenses, lo que supuso un 148% de crecimiento promedio anual en los últimos cinco años, aunque solo consta de exportaciones desde Turkmenistán. Los principales productos exportados a Chile por el país asiático fueron sábanas de algodón, visillos y cortinas sintéticas y demás artículos de cama.

## Misiones diplomáticas
- La embajada de Chile en Rusia concurre con representación diplomática a Turkmenistán.[3]
- La embajada de Turkmenistán en los Estados Unidos concurre con representación diplomática a Chile.[3]